# 38036 Waynewarren
38036 Waynewarren è un asteroide della fascia principale. Scoperto nel 1998, presenta un'orbita caratterizzata da un semiasse maggiore pari a 3,038709 UA e da un'eccentricità di 0,165812, inclinata di 17,078018° rispetto all'eclittica. Ha un diametro di 9,275 km.